# Península de Lacuy
La península de Lacuy o Lacui está localizada en el extremo noroeste de isla Grande de Chiloé. El istmo que la conecta al resto de Chiloé se encuentra 10 km al oeste de la ciudad de Ancud.

## Descripción

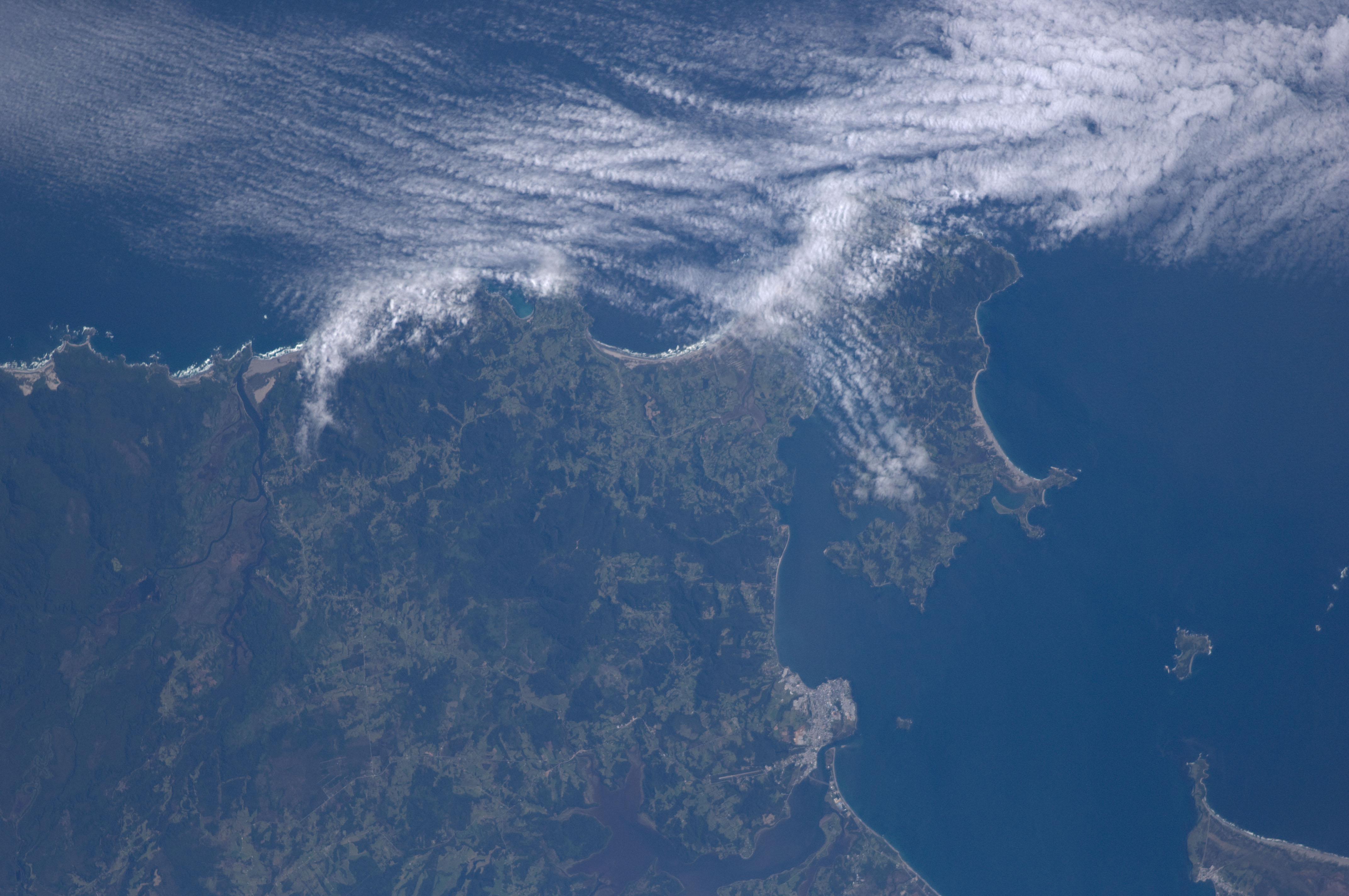
Península de Lacuy vista desde el espacio

Circundada por el océano Pacífico al oeste y norte, así como la bahía Guapacho, por la bahía de Ancud al noreste y el golfo de Quetalmahue al sur.

## Historia
Durante la época colonial, la península formaba parte de un sistema de fortificaciones del imperio español, que constaba de tres baterías —incluyendo las baterías Balcacura y Chaicura—, un puesto de vigilancia y un fuerte. El fuerte, nombrado Fuerte Agüi, fue el sitio de la batalla de Agüi en 1820.
En 1859 entró en operación el faro Punta Corona, perteneciente a la Armada de Chile. Se ubica en el extremo norte de la península, sector también conocido como península Guapilacuy.
La formación geológica Lacui recibe su nombre de esta península.

## Demografía
Según el censo de 2017 la península tiene 596 viviendas y 1064 habitantes. El 100 % de la población es rural.